# Zwemmen op de Paralympische Zomerspelen 1992
De IXe Paralympische Spelen werden in 1992 gehouden in het Spaanse Barcelona, waar ook dat jaar de Olympische Spelen werden gehouden. Dit was de laatste keer dat de Zomer en de Winter Spelen in hetzelfde jaar werden gehouden. Zwemmen was een van de 16 sporten die werden beoefend tijdens deze spelen.

## Evenementen
Er stonden tijdens deze spelen 172 evenementen op het programma 88 voor de mannen en 84 voor de vrouwen. De 200 m rugslag en de 400 m wisselslag stonden tijdens deze spelen voor het laatst op het programma.
- 50 m rugslag
- 100 m rugslag
- 200 m rugslag

- 50 m schoolslag
- 100 m schoolslag
- 200 m schoolslag

- 50 m vlinderslag
- 100 m vlinderslag

- 50 m vrije slag
- 100 m vrije slag
- 200 m vrije slag
- 400 m vrije slag

- 150 m Wisselslag
- 200 m Wisselslag
- 400 m wisselslag

## Mannen
| Rank | Land                | Tijd    |
| ---- | ------------------- | ------- |
| 1    | Spanje              | 2:47.22 |
| 2    | Frankrijk           | 2:48.17 |
| 3    | Verenigd Koninkrijk | 3:04.28 |

| Rank | Land             | Tijd    |
| ---- | ---------------- | ------- |
| 1    | Verenigde Staten | 4:13.23 |
| 2    | Duitsland        | 4:14.13 |
| 3    | Israël           | 4:19.38 |

| Rank | Land             | Tijd    |
| ---- | ---------------- | ------- |
| 1    | Frankrijk        | 2:50.96 |
| 2    | Spanje           | 2:51.69 |
| 3    | Verenigde Staten | 3:08.64 |

| Rank | Land             | Tijd    |
| ---- | ---------------- | ------- |
| 1    | Duitsland        | 4:40.76 |
| 2    | Nederland        | 4:46.63 |
| 3    | Verenigde Staten | 4:48.08 |

### 50 m rugslag
| Klasse | Snelste tijd | Goud | Goud            | Zilver | Zilver              | Brons | Brons         |
| ------ | ------------ | ---- | --------------- | ------ | ------------------- | ----- | ------------- |
| S2     | 1:10.38      | GBR  | Peter Hull      | GBR    | James Anderson      | GBR   | Alan McGregor |
| S3     | 1:02.21      | GBR  | Tommy Hunter    | FRA    | Jean-Louis Flamengo | BRA   | Genezi Alves  |
| S4     | 51.94        | FRA  | Pierre Bellot   | FRA    | Thierry Grand       | GOS   | Albert Bakaev |
| S5     | 47.09        | HUN  | Zsolt Vereczkei | POL    | Krzysztof Sleczka   | FRA   | Pascal Pinard |

### 100 m rugslag
| Klasse | Snelste tijd | Goud | Goud               | Zilver | Zilver         | Brons | Brons              |
| ------ | ------------ | ---- | ------------------ | ------ | -------------- | ----- | ------------------ |
| B1     | 1:09.23      | USA  | John Morgan        | USA    | Daniel Kelly   | JPN   | Junichi Kawai      |
| B2     | 1:12.33      | GBR  | Christopher Holmes | ISR    | Ziv Better     | POL   | Wieslaw Krol       |
| B3     | 1:05.65      | CAN  | Michael Edgson     | NOR    | Noel Pedersen  | AUS   | Kieran Modra       |
| S6     | 1:23.81      | FRA  | David Foppolo      | DEN    | Peter Lund     | GER   | Matthias Schlubeck |
| S7     | 1:18.16      | NED  | Johannes Stokkel   | FRA    | Eric Lindmann  | FRA   | Frederic Delpy     |
| S8     | 1:11.64      | GER  | Geert Jaehrig      | GER    | Holger Kimmig  | DEN   | Kasper Hansen      |
| S9     | 1:08.85      | NOR  | Helge Bjoernstad   | GER    | Detlef Schmidt | SUI   | Fredy Widmer       |
| S10    | 1:08.83      | NED  | Alwin de Groot     | GBR    | Marc Woods     | ISR   | Eran Shemesh       |

### 200 m rugslag
| Klasse | Snelste tijd | Goud | Goud               | Zilver | Zilver         | Brons | Brons         |
| ------ | ------------ | ---- | ------------------ | ------ | -------------- | ----- | ------------- |
| B1     | 2:33.42      | USA  | John Morgan        | USA    | Daniel Kelly   | JPN   | Junichi Kawai |
| B2     | 2:33.14      | GBR  | Christopher Holmes | ESP    | Juan Diego Gil | ISR   | Ziv Better    |
| B3     | 2:22.55      | NOR  | Noel Pedersen      | CAN    | Michael Edgson | AUS   | Kieran Modra  |

### 50 m schoolslag
| Klasse | Snelste tijd | Goud | Goud             | Zilver | Zilver      | Brons | Brons          |
| ------ | ------------ | ---- | ---------------- | ------ | ----------- | ----- | -------------- |
| SB2    | 1:08.17      | IPP  | Nenad Krisanovic | GER    | Lars Luerig | USA   | James Thompson |

### 100 m schoolslag
| Klasse | Snelste tijd | Goud | Goud                | Zilver | Zilver              | Brons | Brons               |
| ------ | ------------ | ---- | ------------------- | ------ | ------------------- | ----- | ------------------- |
| B1     | 1:17.51      | DEN  | Christian Bundgaard | USA    | John Morgan         | ESP   | Jordi Mari          |
| B2     | 1:15.16      | GOS  | Vitalii Krylov      | AUS    | Kingsley Bugarin    | ESP   | Jose Pedrajas       |
| B3     | 1:08.12      | NOR  | Noel Pedersen       | DEN    | Ivan Nielsen        | DEN   | Flemming Berthelsen |
| SB3    | 2:00.93      | GER  | Bernd Eickemeyer    | DEN    | John Petersson      | ESP   | Javier Torres       |
| SB4    | 1:45.70      | FRA  | Pascal Pinard       | USA    | Gregory Burns       | POL   | Arkadiusz Pawlowski |
| SB5    | 1:36.54      | RSA  | Tadhg Slattery      | NED    | Cornelis Engel      | FRA   | Eric Lindmann       |
| SB6    | 1:31.23      | GER  | Matthias Schlubeck  | SWE    | Simon Ahlstad       | ESP   | Juan Castane        |
| SB7    | 1:26.45      | NED  | Johannes Stokkel    | NED    | Laurentius van Geel | HUN   | Janos Becsey        |
| SB8    | 1:25.13      | GBR  | Iain Mathew         | GER    | Holger Woelk        | GER   | Jan-Marcin Miroslaw |
| SB9    | 1:19.48      | ISL  | Geir Sverrisson     | GBR    | Paul Noble          | NED   | Rutger Sturkenboom  |
| SB10   | 1:17.02      | GER  | Jochen Hahnengress  | GER    | Stefan Loeffler     | GOS   | Nikolay Rogozhin    |

### 200 m schoolslag
| Klasse | Snelste tijd | Goud | Goud                | Zilver | Zilver           | Brons | Brons               |
| ------ | ------------ | ---- | ------------------- | ------ | ---------------- | ----- | ------------------- |
| B1     | 2:48.90      | DEN  | Christian Bundgaard | USA    | John Morgan      | USA   | Daniel Kelly        |
| B2     | 2:44.37      | GOS  | Vitalii Krylov      | AUS    | Kingsley Bugarin | ESP   | Jose Pedrajas       |
| B3     | 2:34.36      | NOR  | Noel Pedersen       | DEN    | Ivan Nielsen     | DEN   | Flemming Berthelsen |

### 50 m vlinderslag
| Klasse | Snelste tijd | Goud | Goud             | Zilver | Zilver             | Brons | Brons             |
| ------ | ------------ | ---- | ---------------- | ------ | ------------------ | ----- | ----------------- |
| S3–4   | 54.03        | FRA  | Pierre Bellot    | IPP    | Nenad Krisanovic   | BRA   | Eduardo Wanderley |
| S5     | 39.45        | FRA  | Pascal Pinard    | FRA    | Thierry le Gloanic | ESP   | Javier Torres     |
| S6     | 37.34        | FRA  | David Foppolo    | DEN    | Peter Lund         | ESP   | Jesus Iglesias    |
| S7     | 33.55        | EGY  | Omar Abd Ellatif | NED    | Johannes Stokkel   | SUI   | Daniel Kunzi      |

### 100 m vlinderslag
| Klasse | Snelste tijd | Goud | Goud             | Zilver | Zilver          | Brons | Brons            |
| ------ | ------------ | ---- | ---------------- | ------ | --------------- | ----- | ---------------- |
| B1–2   | 1:03.50      | USA  | John Morgan      | GBR    | Tim Reddish     | ESP   | Pablo Corral     |
| B3     | 1:01.92      | CAN  | Michael Edgson   | GBR    | Ian Sharpe      | GOS   | Vladimir Chesnov |
| S8     | 1:10.96      | NOR  | Erling Trondsen  | CHN    | Zebing Liu      | MEX   | Moises Galindo   |
| S9     | 1:06.57      | ISL  | Olafur Eiriksson | GOS    | Aleksei Kapoura | SUI   | Fredy Widmer     |
| S10    | 1:05.63      | GBR  | David Moreton    | AUS    | Jason Diederich | GBR   | Paul Noble       |

### 50 m vrije slag
| Klasse | Snelste tijd | Goud | Goud                | Zilver | Zilver            | Brons | Brons               |
| ------ | ------------ | ---- | ------------------- | ------ | ----------------- | ----- | ------------------- |
| B1     | 26.58        | USA  | John Morgan         | JPN    | Junichi Kawai     | ISR   | Izhar Cohen         |
| B2     | 26.07        | GBR  | Christopher Holmes  | ESP    | Pablo Corral      | AUS   | Kingsley Bugarin    |
| B2     | 26.07        | GBR  | Christopher Holmes  | ESP    | Pablo Corral      | SWE   | Fredrik Nasman      |
| B3     | 26.45        | GOS  | Vladimir Chesnov    | NOR    | Noel Pedersen     | DEN   | Flemming Berthelsen |
| S2     | 1:09.28      | GBR  | Peter Hull          | GBR    | James Anderson    | GBR   | Alan McGregor       |
| S3     | 51.10        | FRA  | Jean-Louis Flamengo | ESP    | Jordi Pascual     | GBR   | Tommy Hunter        |
| S4     | 51.03        | FRA  | Pierre Bellot       | USA    | Gene Viens        | ESP   | Pau Marc Munoz      |
| S5     | 40.59        | GBR  | William McQueen     | POL    | Krzysztof Sleczka | FRA   | Pascal Pinard       |
| S6     | 35.46        | DEN  | Peter Lund          | ESP    | Jesus Iglesias    | USA   | Kevin Sullivan      |
| S7     | 33.05        | HUN  | Janos Becsey        | SUI    | Daniel Kunzi      | EGY   | Omar Abd Ellatif    |
| S8     | 29.46        | NOR  | Johan Siqveland     | NOR    | Erling Trondsen   | GER   | Holger Kimmig       |
| S9     | 28.50        | USA  | Donnie Keller       | ISR    | Hanoch Budin      | AUS   | Brendan Burkett     |
| S10    | 26.24        | ITA  | Gianluca Saini      | CUB    | Ernesto Garrido   | GER   | Jochen Hahnengress  |

### 100 m vrije slag
| Klasse | Snelste tijd | Goud | Goud                | Zilver | Zilver              | Brons | Brons               |
| ------ | ------------ | ---- | ------------------- | ------ | ------------------- | ----- | ------------------- |
| B1     | 58.02        | USA  | John Morgan         | JPN    | Junichi Kawai       | USA   | Daniel Kelly        |
| B2     | 57.59        | GBR  | Christopher Holmes  | ESP    | Pablo Corral        | GBR   | Tim Reddish         |
| B3     | 58.69        | GOS  | Vladimir Chesnov    | DEN    | Flemming Berthelsen | NOR   | Noel Pedersen       |
| S2     | 2:26.30      | GBR  | Peter Hull          | GBR    | James Anderson      | GBR   | Alan McGregor       |
| S3     | 1:55.54      | FRA  | Jean-Louis Flamengo | GBR    | Tommy Hunter        | ESP   | Jordi Pascual       |
| S4     | 1:53.84      | FRA  | Pierre Bellot       | ESP    | Pau Marc Munoz      | NOR   | Stig Morten Sandvik |
| S5     | 1:25.64      | FRA  | Pascal Pinard       | POL    | Krzysztof Sleczka   | ITA   | Roberto Valori      |
| S6     | 1:12.77      | DEN  | Peter Lund          | USA    | Kevin Sullivan      | ESP   | Jesus Iglesias      |
| S7     | 1:08.36      | HUN  | Janos Becsey        | FRA    | Frederic Delpy      | FRA   | Eric Lindmann       |
| S8     | 1:04.97      | NOR  | Johan Siqveland     | NOR    | Erling Trondsen     | GER   | Holger Kimmig       |
| S9     | 1:01.74      | GER  | Holger Woelk        | USA    | Donnie Keller       | ISL   | Olafur Eiriksson    |
| S10    | 58.50        | ITA  | Gianluca Saini      | NED    | Alwin de Groot      | GBR   | David Moreton       |

### 200 m vrije slag
| Klasse | Snelste tijd | Goud | Goud       | Zilver | Zilver        | Brons | Brons          |
| ------ | ------------ | ---- | ---------- | ------ | ------------- | ----- | -------------- |
| S6     | 2:39.75      | DEN  | Peter Lund | CAN    | Jeremy Gervan | ESP   | Jesus Iglesias |

### 400 m vrije slag
| Klasse | Snelste tijd | Goud | Goud               | Zilver | Zilver              | Brons | Brons             |
| ------ | ------------ | ---- | ------------------ | ------ | ------------------- | ----- | ----------------- |
| B1     | 4:20.83      | USA  | John Morgan        | USA    | Daniel Kelly        | ISL   | Birkir Gunnarsson |
| B2     | 4:41.92      | GBR  | Christopher Holmes | ISR    | Ziv Better          | ESP   | Daniel Llambrich  |
| B3     | 4:37.51      | NOR  | Andreas Strand     | DEN    | Flemming Berthelsen | DEN   | Ivan Nielsen      |
| S7     | 5:02.11      | FRA  | Eric Lindmann      | FRA    | Frederic Delpy      | EGY   | Omar Abd Ellatif  |
| S8     | 4:52.46      | USA  | Jason Wening       | NOR    | Johan Siqveland     | GER   | Holger Kimmig     |
| S9     | 4:41.07      | ISL  | Olafur Eiriksson   | NOR    | Helge Bjoernstad    | CAN   | Andrew Haley      |
| S10    | 4:32.46      | GBR  | David Moreton      | GBR    | Paul Noble          | NED   | Alwin de Groot    |

### 150 m wisselslag
| Klasse | Snelste tijd | Goud | Goud                | Zilver | Zilver         | Brons | Brons          |
| ------ | ------------ | ---- | ------------------- | ------ | -------------- | ----- | -------------- |
| SM3    | 3:54.03      | FRA  | Jean-Louis Flamengo | GBR    | Kenneth Cairns | ESP   | Jordi Pascual  |
| SM4    | 2:45.06      | POL  | Krzysztof Sleczka   | ESP    | Javier Torres  | DEN   | John Petersson |

### 200 m wisselslag
| Klasse | Snelste tijd | Goud | Goud               | Zilver | Zilver            | Brons | Brons            |
| ------ | ------------ | ---- | ------------------ | ------ | ----------------- | ----- | ---------------- |
| B1     | 2:22.97      | USA  | John Morgan        | USA    | Daniel Kelly      | JPN   | Junichi Kawai    |
| B2     | 2:28.72      | GBR  | Christopher Holmes | AUS    | Kingsley Bugarin  | ESP   | Pablo Corral     |
| B3     | 2:21.02      | CAN  | Michael Edgson     | NOR    | Noel Pedersen     | NOR   | Andreas Strand   |
| SM5    | 3:20.44      | FRA  | Pascal Pinard      | DEN    | Peter Lund        | BRA   | Ivanildo Alves   |
| SM6    | 2:55.10      | FRA  | Eric Lindmann      | BEL    | Sebastian Xhrouet | ESP   | Roger Vial       |
| SM7    | 2:45.82      | NED  | Johannes Stokkel   | SWE    | Simon Ahlstad     | SUI   | Daniel Kunzi     |
| SM8    | 2:43.45      | USA  | Jason Wening       | NOR    | Erling Trondsen   | MEX   | Moises Galindo   |
| SM9    | 2:32.06      | NOR  | Helge Bjoernstad   | GOS    | Aleksei Kapoura   | ISL   | Olafur Eiriksson |
| SM10   | 2:27.30      | GBR  | Paul Noble         | NED    | Alwin de Groot    | AUS   | Stephen Simmonds |

### 400 m wisselslag
| Klasse | Snelste tijd | Goud | Goud           | Zilver | Zilver             | Brons | Brons            |
| ------ | ------------ | ---- | -------------- | ------ | ------------------ | ----- | ---------------- |
| B1–2   | 5:04.31      | USA  | John Morgan    | GBR    | Christopher Holmes | ISR   | Ziv Better       |
| B3     | 5:05.47      | CAN  | Michael Edgson | NOR    | Noel Pedersen      | GOS   | Vladimir Chesnov |

## Vrouwen
| Rank | Land      | Tijd    |
| ---- | --------- | ------- |
| 1    | Australië | 3:26.56 |
| 2    | Zweden    | 3:29.09 |
| 3    | Frankrijk | 3:29.62 |

| Rank | Land                | Tijd    |
| ---- | ------------------- | ------- |
| 1    | Verenigde Staten    | 4:46.85 |
| 2    | Verenigd Koninkrijk | 5:00.56 |
| 3    | Canada              | 5:09.38 |

| Rank | Land                | Tijd    |
| ---- | ------------------- | ------- |
| 1    | Verenigde Staten    | 4:55.28 |
| 2    | Verenigd Koninkrijk | 4:55.44 |
| 3    | Duitsland           | 4:49.63 |

| Rank | Land                | Tijd    |
| ---- | ------------------- | ------- |
| 1    | Zweden              | 3:41.83 |
| 2    | Frankrijk           | 3:42.77 |
| 3    | Verenigd Koninkrijk | 4:09.54 |

| Rank | Land                | Tijd    |
| ---- | ------------------- | ------- |
| 1    | Verenigde Staten    | 5:21.49 |
| 2    | Verenigd Koninkrijk | 5:34.45 |
| 3    | Canada              | 5:47.30 |

| Rank | Land                | Tijd    |
| ---- | ------------------- | ------- |
| 1    | Duitsland           | 5:30.68 |
| 2    | Verenigd Koninkrijk | 5:37.74 |
| 3    | Spanje              | 5:38.32 |

### 50 m rugslag
| Klasse | Snelste tijd | Goud | Goud              | Zilver | Zilver            | Brons | Brons               |
| ------ | ------------ | ---- | ----------------- | ------ | ----------------- | ----- | ------------------- |
| S2     | 1:37.46      | ESP  | Sonia Guirado     | IRL    | Mairead Berry     | FRA   | Sandrine Serres     |
| S3–4   | 1:00.50      | ESP  | Arancha Gonzalez  | ESP    | M. Paz Montserrat | POR   | Susana Carvalheira  |
| S5     | 49.93        | NZL  | Jennifer Newstead | FIN    | Ritva Nikkila     | FRA   | Anne Cecile Lequien |

### 100 m rugslag
| Klasse | Snelste tijd | Goud | Goud                  | Zilver | Zilver              | Brons | Brons                  |
| ------ | ------------ | ---- | --------------------- | ------ | ------------------- | ----- | ---------------------- |
| B1     | 1:28.69      | GBR  | Janice Burton         | AUS    | Tracey Cross        | FIN   | Eeva Riitta Fingerroos |
| B2     | 1:09.89      | USA  | Trischa Zorn          | SWE    | Gabriella Tjernberg | AUS   | Danae Sweetapple       |
| B3     | 1:14.54      | USA  | Elizabeth Scott       | GER    | Yvonne Hopf         | ISL   | Rut Sverrisdottir      |
| S6     | 1:36.78      | CHN  | Xiangrong Zhou        | SWE    | Lena-Marie Hagman   | FRA   | Corinne D'Urzo         |
| S7     | 1:36.58      | GER  | Daniela Pohl          | POL    | Edyta Okoczuk       | FRA   | M. Therese Crespo      |
| S8     | 1:25.13      | GER  | Britta Siegers        | AUS    | Priya Cooper        | ISL   | Kristin Hakonardottir  |
| S9     | 1:16.61      | NED  | Jacqueline Nannenberg | GBR    | Clare Bishop        | ISL   | Lilja Snorradottir     |
| S10    | 1:15.09      | GBR  | Sarah Bailey          | GER    | Claudia Hengst      | GBR   | Dianne Barr            |

### 200 m rugslag
| Klasse | Snelste tijd | Goud | Goud         | Zilver | Zilver              | Brons | Brons        |
| ------ | ------------ | ---- | ------------ | ------ | ------------------- | ----- | ------------ |
| B1–2   | 2:31.13      | USA  | Trischa Zorn | SWE    | Gabriella Tjernberg | GBR   | Tracey Jones |

### 50 m schoolslag
| Klasse | Snelste tijd | Goud | Goud       | Zilver | Zilver        | Brons | Brons            |
| ------ | ------------ | ---- | ---------- | ------ | ------------- | ----- | ---------------- |
| SB2    | 1:15.58      | GBR  | Tara Flood | ESP    | Regina Cachan | NED   | Frouwkje Harkema |

### 100 m schoolslag
| Klasse | Snelste tijd | Goud | Goud              | Zilver | Zilver              | Brons | Brons               |
| ------ | ------------ | ---- | ----------------- | ------ | ------------------- | ----- | ------------------- |
| B1–2   | 1:26.46      | USA  | Trischa Zorn      | SWE    | Gabriella Tjernberg | BEL   | Carine van Puyvelde |
| B3     | 1:26.73      | AUS  | Mandy Maywood     | CAN    | Marie Claire Ross   | GOS   | Natalia Parshina    |
| SB3    | 2:22.98      | FRA  | Genevieve Pairoux | GBR    | Margaret McEleny    | JPN   | Michiko Katagiri    |
| SB4    | 2:00.40      | SWE  | Outi Hokkanen     | NZL    | Jennifer Newstead   | ESP   | Ana Martin          |
| SB5    | 1:54.79      | USA  | Camille Black     | NED    | Gerda Lampers       | USA   | Jody Houston        |
| SB6–7  | 1:44.47      | GER  | Britta Siegers    | GER    | Heidi Kopp          | GER   | Beate Schretzmann   |
| SB8    | 1:33.96      | CAN  | Joanne Mucz       | HUN    | Aniko Laki          | CHN   | Tieyin Shi          |
| SB9    | 1:30.08      | ESP  | Begona Reina      | SWE    | Kristina Brokholc   | GER   | Beate Lobenstein    |

### 200 m schoolslag
| Klasse | Snelste tijd | Goud | Goud         | Zilver | Zilver           | Brons | Brons         |
| ------ | ------------ | ---- | ------------ | ------ | ---------------- | ----- | ------------- |
| B1–3   | 3:04.16      | USA  | Trischa Zorn | GOS    | Natalia Parshina | AUS   | Mandy Maywood |

### 50 m vlinderslag
| Klasse | Snelste tijd | Goud | Goud              | Zilver | Zilver             | Brons | Brons               |
| ------ | ------------ | ---- | ----------------- | ------ | ------------------ | ----- | ------------------- |
| S3–4   | 1:16.02      | AUS  | Tracy Barrell     | ESP    | Regina Cachan      | NED   | Jaenette Bouma      |
| S5     | 55.85        | FIN  | Sanna Huttunen    | FRA    | Genevieve Pairoux  | DEN   | Anne-Dorte Andersen |
| S6     | 47.86        | GER  | Beate Schretzmann | HUN    | Katalin Engelhardt | HUN   | Diana Zambo         |
| S7     | 45.39        | NOR  | Eva Nesheim       | NED    | Gerda Lampers      | CAN   | Nora Bednarski      |

### 100 m vlinderslag
| Klasse | Snelste tijd | Goud | Goud                   | Zilver | Zilver        | Brons | Brons              |
| ------ | ------------ | ---- | ---------------------- | ------ | ------------- | ----- | ------------------ |
| B1     | 1:29.10      | FIN  | Eeva Riitta Fingerroos | GBR    | Janice Burton | CHN   | Xue Zhou           |
| B2–3   | 1:07.07      | USA  | Elizabeth Scott        | USA    | Trischa Zorn  | GER   | Yvonne Hopf        |
| S8     | 1:28.65      | ESP  | Laura Tramuns          | ESP    | Silvia Vives  | SWE   | Asa Wilhelmsson    |
| S9     | 1:14.47      | CAN  | Joanne Mucz            | AUS    | Kelly Barnes  | ISL   | Lilja Snorradottir |
| S10    | 1:12.27      | GER  | Claudia Hengst         | ESP    | Ana Bernardo  | AUS   | Judith Young       |

### 50 m vrije slag
| Klasse | Snelste tijd | Goud | Goud              | Zilver | Zilver            | Brons | Brons                  |
| ------ | ------------ | ---- | ----------------- | ------ | ----------------- | ----- | ---------------------- |
| B1     | 34.32        | GBR  | Janice Burton     | CAN    | Yvette Weicker    | FIN   | Eeva Riitta Fingerroos |
| B2     | 29.32        | USA  | Trischa Zorn      | EST    | Marge Kõrkjas     | AUS   | Danae Sweetapple       |
| B3     | 28.57        | USA  | Elizabeth Scott   | GER    | Yvonne Hopf       | CAN   | Marie Claire Ross      |
| B3     | 28.57        | USA  | Elizabeth Scott   | GER    | Yvonne Hopf       | USA   | Heidi Schetter         |
| S2     | 1:17.52      | NOR  | Liv Tone Lind     | FRA    | Sandrine Serres   | ESP   | Sonia Guirado          |
| S3–4   | 1:00.91      | ESP  | Arancha Gonzalez  | ESP    | M. Paz Montserrat | GBR   | Tara Flood             |
| S5     | 42.13        | NZL  | Jennifer Newstead | FRA    | Genevieve Pairoux | FIN   | Sanna Huttunen         |
| S6     | 42.26        | SWE  | Lena-Marie Hagman | USA    | Camille Black     | AUS   | Anne Currie            |
| S7     | 36.68        | GER  | Daniela Pohl      | GBR    | Beverley Gull     | AUS   | Tracey Oliver          |
| S8     | 35.68        | AUS  | Priya Cooper      | GER    | Britta Siegers    | USA   | Brenda Smith           |
| S9     | 32.31        | GBR  | Clare Bishop      | GER    | Beate Lobenstein  | ISL   | Lilja Snorradottir     |
| S10    | 29.84        | GER  | Claudia Hengst    | AUS    | Judith Young      | USA   | Karen Norris           |

### 100 m vrije slag
| Klasse | Snelste tijd | Goud | Goud              | Zilver | Zilver              | Brons | Brons                  |
| ------ | ------------ | ---- | ----------------- | ------ | ------------------- | ----- | ---------------------- |
| B1     | 1:18.36      | AUS  | Tracey Cross      | GBR    | Janice Burton       | FIN   | Eeva Riitta Fingerroos |
| B2     | 1:04.33      | USA  | Trischa Zorn      | AUS    | Danae Sweetapple    | EST   | Marge Kõrkjas          |
| B3     | 1:01.81      | USA  | Elizabeth Scott   | USA    | Heidi Schetter      | GER   | Yvonne Hopf            |
| S2     | 2:41.96      | NOR  | Liv Tone Lind     | FRA    | Sandrine Serres     | ESP   | Sonia Guirado          |
| S3–4   | 2:03.21      | ESP  | Arancha Gonzalez  | GBR    | Tara Flood          | ESP   | M. Paz Montserrat      |
| S5     | 1:36.08      | NZL  | Jennifer Newstead | DEN    | Anne-Dorte Andersen | FRA   | Genevieve Pairoux      |
| S6     | 1:31.39      | AUS  | Anne Currie       | SWE    | Lena-Marie Hagman   | AUS   | Sandra Yaxley          |
| S7     | 1:20.74      | GER  | Daniela Pohl      | NOR    | Eva Nesheim         | GBR   | Beverley Gull          |
| S8     | 1:17.70      | AUS  | Priya Cooper      | GER    | Britta Siegers      | CAN   | Rebeccah Bornemann     |
| S9     | 1:08.79      | CAN  | Joanne Mucz       | GBR    | Clare Bishop        | ISL   | Lilja Snorradottir     |
| S10    | 1:04.69      | GER  | Claudia Hengst    | FRO    | Tora Vid Keldu      | GBR   | Sarah Bailey           |

### 200 m vrije slag
| Klasse | Snelste tijd | Goud | Goud        | Zilver | Zilver            | Brons | Brons          |
| ------ | ------------ | ---- | ----------- | ------ | ----------------- | ----- | -------------- |
| S6     | 3:11.14      | AUS  | Anne Currie | SWE    | Lena-Marie Hagman | CHN   | Xiangrong Zhou |

### 400 m vrije slag
| Klasse | Snelste tijd | Goud | Goud            | Zilver | Zilver             | Brons | Brons              |
| ------ | ------------ | ---- | --------------- | ------ | ------------------ | ----- | ------------------ |
| B1     | 5:52.89      | AUS  | Tracey Cross    | GBR    | Janice Burton      | GBR   | Mary Ann Low       |
| B2–3   | 4:37.62      | USA  | Elizabeth Scott | USA    | Trischa Zorn       | USA   | Heidi Schetter     |
| S7     | 5:54.23      | NOR  | Eva Nesheim     | GBR    | Beverley Gull      | FRA   | Aicha Chouachi     |
| S8     | 5:38.50      | GER  | Britta Siegers  | AUS    | Priya Cooper       | CAN   | Rebeccah Bornemann |
| S9     | 4:55.57      | CAN  | Joanne Mucz     | ISL    | Lilja Snorradottir | USA   | Carolina Saenz     |
| S10    | 4:52.18      | GER  | Claudia Hengst  | GBR    | Sarah Bailey       | ESP   | Ana Bernardo       |

### 200 m wisselslag
| Klasse | Snelste tijd | Goud | Goud              | Zilver | Zilver                | Brons | Brons               |
| ------ | ------------ | ---- | ----------------- | ------ | --------------------- | ----- | ------------------- |
| B1     | 3:14.52      | GBR  | Janice Burton     | AUS    | Tracey Cross          | GBR   | Louise Byles        |
| B2     | 2:35.89      | USA  | Trischa Zorn      | SWE    | Gabriella Tjernberg   | GOS   | Olga Melnikova      |
| B3     | 2:47.75      | GER  | Yvonne Hopf       | USA    | Heidi Schetter        | ISL   | Rut Sverrisdottir   |
| SM5    | 4:03.28      | NZL  | Jennifer Newstead | SWE    | Outi Hokkanen         | DEN   | Anne-Dorte Andersen |
| SM6–7  | 3:18.53      | AUS  | Priya Cooper      | FRA    | Hadda Guerchouche     | SWE   | Lena-Marie Hagman   |
| SM8    | 3:11.05      | GER  | Britta Siegers    | ISL    | Kristin Hakonardottir | GER   | Heidi Kopp          |
| SM9    | 3:11.05      | CAN  | Joanne Mucz       | AUS    | Kelly Barnes          | GER   | Beate Lobenstein    |
| SM10   | 2:39.32      | GBR  | Sarah Bailey      | GER    | Claudia Hengst        | AUS   | Judith Young        |

### 400 m wisselslag
| Klasse | Snelste tijd | Goud | Goud         | Zilver | Zilver         | Brons | Brons        |
| ------ | ------------ | ---- | ------------ | ------ | -------------- | ----- | ------------ |
| B1–3   | 5:29.76      | USA  | Trischa Zorn | USA    | Heidi Schetter | GBR   | Tracey Jones |

Atletiek · Bankdrukken · Basketbal · Boogschieten · Boccia · CP-voetbal · Gewichtheffen · Goalball · Judo · Schermen · Schietsport · Tafeltennis · Tennis · Volleybal · Wielersport · Zwemmen
Rome 1960 ·
Tokio 1964 ·
Tel Aviv 1968 ·
Heidelberg 1972 ·
Toronto 1976 ·
Arnhem 1980 ·
New York & Stoke Mandeville 1984 ·
Seoel 1988 ·
Barcelona 1992 ·
Atlanta 1996 ·
Sydney 2000 ·
Athene 2004 ·
Peking 2008 ·
Londen 2012 ·
Rio de Janeiro 2016 ·
Tokio 2020 ·
Parijs 2024 ·
Los Angeles 2028